# Phoenicircus carnifex
Phoenicircus carnifex е вид птица от семейство Cotingidae.

## Разпространение
Видът е разпространен в Бразилия, Венецуела, Гвиана, Суринам и Френска Гвиана.